# シティ・オブ・グレーター・ニューヨーク

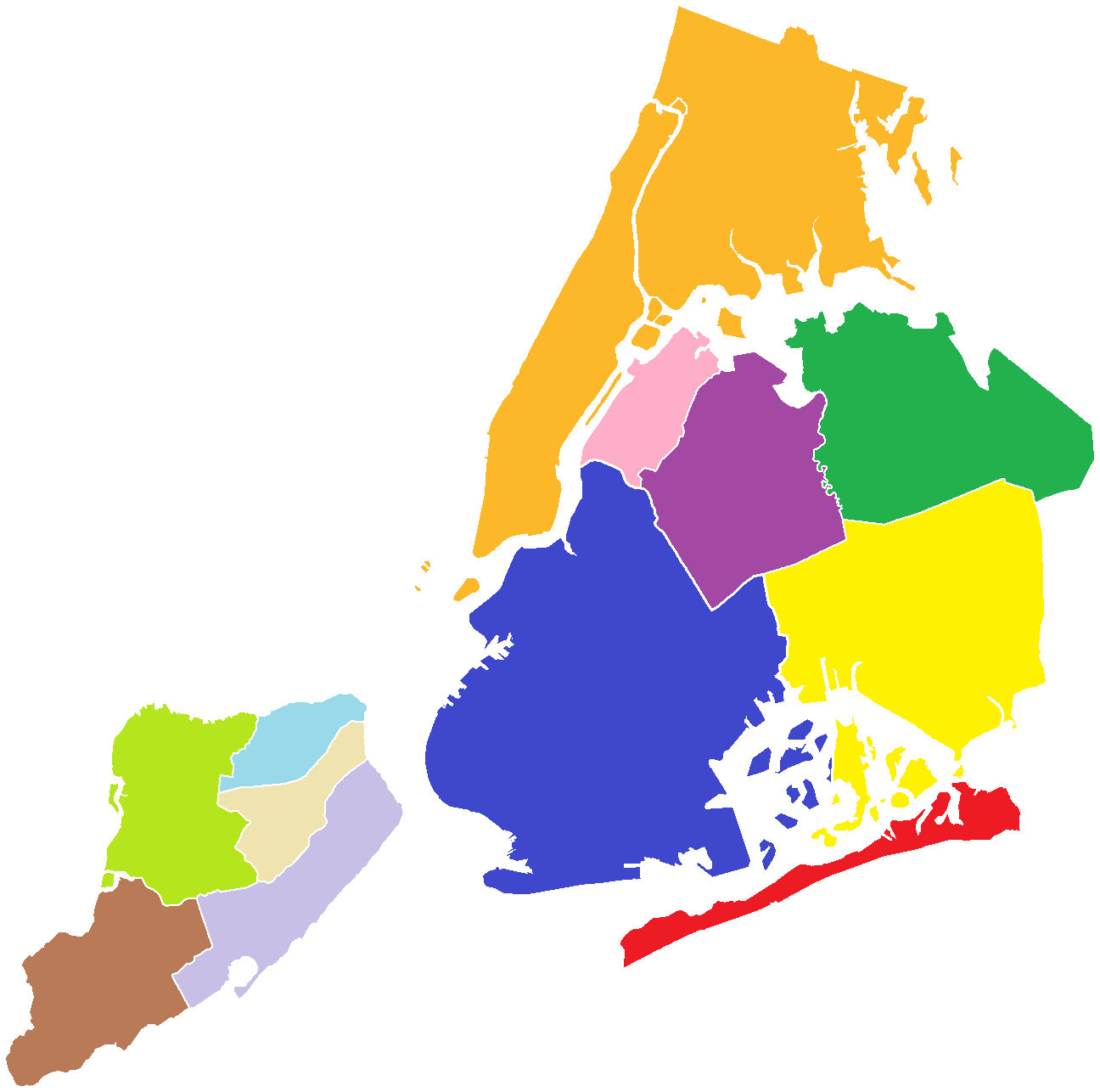
統合直前の現代ニューヨーク市の自治体で、村を除いたもの。.
ニューヨーク郡:
（旧）ニューヨーク市 キングス郡:
ブルックリン市 クイーンズ郡:
ロングアイランド市
エルムハースト町
フラッシング町
ジャマイカ町
ヘンプステッド町 リッチモンド郡:
カステレトン町
ミドルタウン町
サウスフィールド町
ウェストフィールド町
ノースフィールド町

拡大ニューヨーク市（かくだいニューヨ－クし、英語: City of Greater New York）は、英語名をそのままカタカナで「シティ・オブ・グレーター・ニューヨーク」とも表記され、1898年1月1日に複数の自治体の合併により拡大したニューヨーク市を指す非公式の用語で、現在のニューヨーク市の基礎となった。
拡大ニューヨーク市は、イースト・ブロンクス (en)、ブルックリン、当時のクイーンズ郡（現在のナッソー郡も当時はクイーンズ郡の一部であった）の大部分、そしてスタテンアイランドが当時の範囲のニューヨーク市（マンハッタンとウエスト・ブロンクス (en)）に合併された。ブロンクス川 (en) より西のブロンクスの地区であるウエスト・ブロンクスは1874年にニューヨーク市およびニューヨーク郡に併合され、アネックスド・ディストリクト (Annexed District) となっていた。ニューヨーク市の統合に遡ること数年の間に、ブルックリン市 (City of Brooklyn) はキングス郡内の他の町をすべて併合し、現在のキングス郡（ブルックリン区）と同じ範囲まで拡大していた。当時のクイーンズ郡は、郡の西側の地区だけがニューヨーク市への統合計画に含まれており、その東の三つの町は1899年にクイーンズ郡より分離され新しくナッソー郡となった。
ニューヨーク州の行政単位である郡の機能を保ちつつも、ニューヨーク市には各行政区 (borough) が設置された。統合当初は、ウエスト・ブロンクスとイースト・ブロンクスはブロンクス区として再統合され5番目の区となったが、マンハッタン区とブロンクス区は合同でニューヨーク郡を形成していた。ブロンクス郡のニューヨーク郡からの分離は1914年になされ（ブロンクスの歴史参照）、ニューヨーク郡は現在のマンハッタン区と同じ範囲となった。
City of Greater New Yorkという用語は法的または公式に登記されたわけではなく、1898年の原文の憲章および1938年の新しい憲章はCity of New Yorkとしている。

## 背景
ニューヨーク市統合の運動は上流階級の商人と進歩主義者たち、特にen:Andrew Haswell Greenらの尽力によるものであった。反対派の中にはこの運動を"Andy Greenの趣味"といって揶揄する者たちもいた。この計画の中心は二大都市ニューヨーク市とブルックリン市の統合であった。この両都市の消防局はMetropolitan Fire Districtとして1865年に統合されていた。ロングアイランド・シティ (en) など様々な郊外都市がニューヨーク市に合流することでこれらのエリアにもさらなる開発が訪れることが予想された。ブルックリンにおいては歴史的に共和党の勢力が強かったのに対し、それ以外の地区では民主党が強かった。そのため、統合後の主権を握るため、両政党は自党の勢力拡大のための派閥政治を繰り広げた。

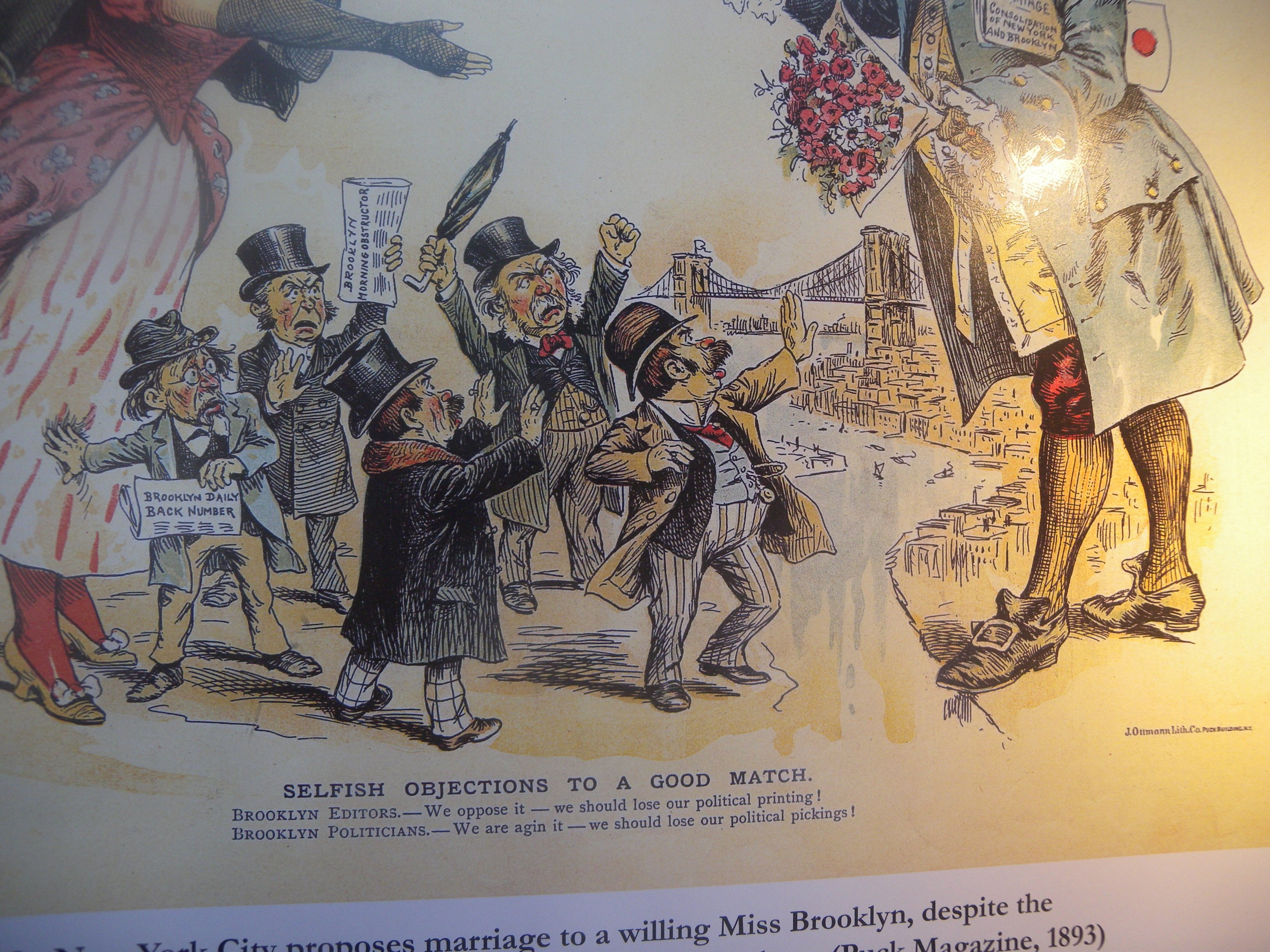
"良縁への自己中心的反対" (Selfish Objections to a Good Match), Punch, 1893

この統合に関わる全ての地域で住民投票が行われた。反対は主にブルックリンおよび郊外のエリアに集中していた。彼らの関心は地域の自治が失われることと民族的、人種的にマイノリティに陥る恐れであった。en:Brooklyn Daily Eagleのような新聞は統合はおおよそ均質でプロテスタント的なブルックリン市の特質が損なわれるであろうと書いた。
反対派の新聞は公的な広告収入を用いようとしていることを糾弾され、一方で反対派の政治家は汚職を糾弾された。財政や給水への配慮が広まり、ブルックリン市民は統合へ僅差で投票した（統合は64,744票、反対は64,467票であった）。

## 地方自治
統合後のニューヨーク市は当時のニューヨーク州の全人口の過半数を含んでいたため（現在では約40%）、市の州内での権限はますます強くなり、ニューヨーク州議会はニューヨーク市に対する一定の監督権を確立した。例えば、徴税に関する問題や行政手続きの変更は州の承認または州による特定の地方自治権の付与が必要とされた。
反対に、ニューヨーク州憲法 (State Constitution|en) は州内のどの市も州議会において過半数を占めてはならないという改定がなされたが、後にアメリカ合衆国最高裁判所はこの条項は憲法修正第14条違反であるとして撤廃した。ニューヨーク市財政評価委員会 (en) がこの統合に伴い、各行政区の投票権が平等となるよう市憲章によって設置されたが、1989年の財政評価委員会対モリス裁判 (en) により州憲法の条項同様に撤廃された。

### スタテンアイランド分離
1993年、スタテンアイランドはニューヨーク市から分離し、独立した市となるか否かの、非強制の（法的拘束力のない）住民投票を実施した。これは有権者により承認された。
同年のニューヨーク市長選 (en) においてルドルフ・ジュリアーニがスタテンアイランドの苦情について対処することを約束するキャンペーンを行ったことにより、スタテンアイランド分離運動は沈静化、少なくとも先延ばしにされた。ジュリアーニが対抗候補のデイヴィッド・ディンキンズに勝利したわずかな得票差は、スタテンアイランド区民からの圧倒的な得票が大きく影響した。同区の二つの大きな要望はフレッシュ・キルズ埋め立て (en) を終わらせることと、スタテンアイランド・フェリーの運賃を無料化することであった。これらは両方とも達成されることとなった。